# Johann Zechendorf
Johann Zechendorf (* 8. Mai 1580 in Lößnitz; † 17. Februar 1662 in Zwickau) war ein deutscher Orientalist (Arabist) und Pädagoge.

Titelkupfer von Johann Adam Zöphel zur Leichenpredigt auf Zechendorf

## Leben
Geboren als der Sohn des Schulmeisters Michael Zechendorf und seiner Frau Anna, Tochter des Bürgermeisters von Schwarzenberg/Erzgeb., Michael Hannauer, hatte er sich unter der Anleitung seines Vaters bereits im Alter von fünf Jahren des Lesens von lateinischen Texten befähigt. Nachdem er weiter von Privatlehrern in Schneeberg unterrichtet wurde, wo sein Vater Archidiakon geworden war, begab er sich 1599 nach Ballenstedt, besuchte dann ein Jahr die Schule in Aschersleben, war folgend an der Martinischule in Braunschweig, widmete sich in Eisleben der griechischen Sprache und bezog das unter dem Rektorat von Gregor Bersman stehende Gymnasium Francisceum in Zerbst.
Da sein Vater als lutherischer Theologe seinen Sohn nicht länger in einem kalvinistischen Umfeld sehen wollte, vertraute er seinen Sohn Johannes Förster an. Dieser unterwies ihn in den Grundlagen der orientalischen Sprachen, beschäftigte ihn mit Astronomie und Logik. 1604 bezog er die Universität Leipzig und verdingte sich beim Sohn Georg Rollenhagens als Famulus, bis er ein kurfürstliches Stipendium erlangte. Seinem ursprünglichen Wunsch gemäß verfolgte er ein Studium der Medizin, auf Wunsch seines Vaters wendete er sich jedoch der Theologie zu. Nachdem er 1607 das philosophische Baccalaureat und 1608 den akademischen Grad eines Magisters der philosophischen Fakultät erworben hatte, wurde sein fortgesetztes Studium 1610 durch die Berufung des Rats von Schneeberg, als Konrektor der dortigen Stadtschule beendet. 1614 wurde er Rektor derselben.
Nach dem Visitationsbericht wurde er 1617 als Rektor an die Ratsschule von Zwickau berufen. Dieser Schule stand er 44 Jahre vor und trieb vor allem das Erlernen der orientalischen Sprachen voran. Er lehrte mit einer deutlichen Methode, ohne besondere Weitläufigkeit, aber immer mit der Achtung auf die philologische Richtigkeit in der Anwendung der Sprachen. Dies brachte ihm weitreichendes Ansehen und Anerkennung ein. Durch den Dreißigjährigen Krieg bedingt blieb jedoch ein Zuspruch auf die Hohe Schule Zwickaus aus. Literarisch stattete er sein Lebenswerk mit einem reichen Fundus aus. Seine vollständige lateinische Übersetzung des Korans von 1632 blieb unveröffentlicht.
Zechendorfs beide Ehen blieben kinderlos. Nachdem er an Katarrhfieber erkrankt war, verstarb er an den Folgen der Krankheit. Er wurde am 23. Februar 1662 in der oberen Stadtkirche von Zwickau beigesetzt.

## Werkauswahl
- Praecognita & Gymnasium Latinae linguae
- Sepimentum Gymnasii
- Methodus, sive Didactica
- Lexikon Latinae Linguae
- Tabulae Graecae Linguae
- Circuli ad Conjugationes & Declinationes Hebraicas, Chaldaicas, Syrias, Arabicas, Persicas, Turcicas facile addiscendas, aeri incisi
- Manuductio ad circulos illos
- Lexicon Arabicum Photicon ex Psalterio Savariano ahisque
- Lexicon Arabicum, ex Alcorano, multisque aliis Arabicis Scriptoribus collectum
- Scita Arabica
- Precationes Arabum Latine versae
- Alcoranus Latine versus, & Plerisque in Suratis confutatus
- Fabulae Muhammedicae carmine Epico refutatae
- Compendium Theologiae Reineccii Arabice versum
- Psalmi plurimi versibus Tb. Eberti Arabica versio
- Joh. Ulrici Müstingii Scripta Arabica versa
- Benstii disticha Evangelica Hebraice versa
- Orationis Dominieae in Lingua Arabica Analysis Grammatica, juxta Thomae Erpeni Grammaticam Arabicae Linguae
- Suratae unius atque alterius Textus, ejusque explicatio ex Commentario quodam Arabe dogmata Alcorani, & verba maxima, minimaque explicante
- Tvrcarvm Alcoran cum versione latina / Ioan. Zechendorff. 1632 (Dār al-kutub wa-'l-waṯāʾiq al-qaumīya, Kairo, Ms Maṣāḥif 198)